# Grafschaft Delmenhorst
Die Grafschaft Delmenhorst war ein Territorium im Heiligen Römischen Reich. Sie hatte ihren Schwerpunkt rund um die Stadt Delmenhorst.

## Geschichte
Ursprung der Herrschaft war die von den Grafen von Oldenburg, Otto I. und dessen Neffen Johann I., erbaute Burg Delmenhorst. Diese wurde 1254 erstmals schriftlich erwähnt. Ab dem Ende des 13. Jahrhunderts war sie Sitz einer Nebenlinie der Grafen von Oldenburg. Um Delmenhorst herum entstand eine eigene Grafschaft. Eine ältere Linie der Grafen Oldenburg-Delmenhorst existierte von 1281 bis 1447. Einer der Grafen aus dieser Linie, Otto IV., hatte die Grafschaft 1414 an das Erzstift Bremen verpfändet. Der letzte Graf dieser Linie war Nikolaus von Oldenburg-Delmenhorst. Dieser übertrug am 20. Dezember 1420 Burg und Herrschaft Delmenhorst dem Erzstift Bremen, empfing diese dann als Lehen zurück und wurde 1421 vom Bremer Domkapitel zum Erzbischof gewählt. Er wurde nach der Schlacht von Detern 1426 gefangen genommen und musste 1436 als Erzbischof zurücktreten. Nach seinem Tod wurde Delmenhorst mit Oldenburg vereinigt.
Eine mittlere Linie begründet durch Graf Moritz III. von Oldenburg existierte nur von 1463 bis 1464. Nach dem Tod von Moritz war sein Erbe noch unmündig. Daraufhin nahm Graf Gerd von Oldenburg-Delmenhorst erneut für Oldenburg in Besitz.
Bischof Heinrich von Münster ließ sich 1476 Rechte an Delmenhorst bestätigen und ließ das Gebiet 1482 erobern. Dabei spielten auch die Straßenräubereien der oldenburgischen Grafen eine Rolle. In der münsterschen-oldenburger Fehde von 1538 konnte das Hochstift Münster Delmenhorst halten. Im Zuge des Schmalkaldischen Krieges verlor es das Gebiet allerdings 1547 an Graf Anton I. von Oldenburg.
Nach dem Tod Antons I. übernahm zunächst sein ältester Sohn Johann XVI. von Oldenburg die Regentschaft der Grafschaften Oldenburg und Delmenhorst. Am 3. November 1577 erstritt sein jüngerer Bruder Anton II. mittels eines Teilungsvertrages die Herrschaft über die Grafschaft Delmenhorst und weiterer Besitzungen. 1597 bestätigte der kaiserliche Reichshofrat die vollständige Abspaltung der Grafschaft von Oldenburg. Damit wurde Anton II. 1577 der Begründer einer jüngeren Linie Oldenburg-Delmenhorst. Nach dem Tod seines Sohnes Christian IX. 1647 fiel Delmenhorst dann endgültig an Oldenburg zurück. Über dieses war sie im niederrheinisch-westfälischen Reichsgrafenkollegium vertreten. Das Gebiet war etwa 12 Quadratmeilen groß. Mit Oldenburg kam es 1667 zu Dänemark. Administrativ wurde das Territorium durch die Deutsche Kanzlei in Kopenhagen verwaltet. Von 1711 bis 1731 war die Grafschaft an das Kurfürstentum Hannover verpfändet. Im Jahr 1774 wurden die Grafschaften Oldenburg und Delmenhorst nach dem Vertrag von Zarskoje Selo vom dänischen Königshaus gegen die herzoglichen Anteile Holsteins der älteren Holstein-Gottorfschen Linie eingetauscht, die die Grafschaften wiederum an die jüngere Linie des Hauses abtrat. Dazu verband Kaiser Joseph II. Oldenburg und Delmenhorst zum Herzogtum Oldenburg, was die Eigenständigkeit der Grafschaft Delmenhorst endgültig beendete. Neuer Landesherr wurde folgerichtig der Fürstbischof von Lübeck Friedrich August von Holstein-Gottorp als Herzog von Oldenburg aus der jüngeren Linie des Hauses Schleswig-Holstein-Gottorf.
Ende 1810 wurde das Herzogtum vom Kaiserreich Frankreich annektiert und dem neu gegründeten Departement der Wesermündungen zugeschlagen. Nach 1815 und dem Ende der französischen Besetzung wurde Delmenhorst erneut ein Teil Oldenburgs.